# Battaglia dell'Alma
La battaglia dell'Alma (20 settembre 1854), la prima battaglia terrestre della guerra di Crimea (1854-1856), ebbe luogo nelle vicinanze del fiume Alma in Crimea. Un esercito anglo-francese ottenne una grande vittoria contro l'armata russa del generale Menshikov, che perse circa 6 000 soldati. Il generale Saint Arnaud comandava le forze francesi, mentre Lord Raglan quelle britanniche.
L'Alma è un piccolo corso d'acqua della Crimea, il suo percorso è da Est a Ovest e sbocca nella baia di Calamita.

## Preludio
Tra il 4 e il 17 settembre 1854 le forze anglo-francesi sbarcarono sulla costa occidentale della penisola di Crimea circa 60 chilometri a nord di Sebastopoli, nella baia di Calamita. Sebbene disorganizzate e indebolite dalla malattia (principalmente colera e dissenteria) la mancanza di opposizione a questo sbarco permise di stabilire una testa di ponte nell'interno a 6 chilometri dalla costa.
Il 20 settembre 1854 i due eserciti si diressero verso sud, la marcia prevedeva il guado di tre fiumi e fu al secondo di questi (l'Alma) che i Russi decisero di opporre resistenza. L'esercito russo era numericamente inferiore a quello anglo-francese e occupava una posizione difensiva naturale. Gli anglo-francesi si accamparono sulla sponda nord del fiume, dove il suolo era gentilmente inclinato verso il fiume. La costa meridionale occupata dai russi era una scogliera alta 12 metri che cominciava dalla foce estendendonsi per almeno tre chilometri nell'entroterra dove incontrava una collina meno ripida, ma ugualmente alta conosciuta come Telegraph Ill di fronte al villaggio di Bouliouk sull'altra sponda del fiume.
A est di questo si trovava Kourgane Hill, la chiave della situazione, un caposaldo i cui campi di fuoco coprivano quasi tutte le linee di avvicinamento. Per proteggere Kourgane Hill da attacchi di fanteria erano state costruite due ridotte, la Ridotta Inferiore sul pendio orientale e la Ridotta Maggiore su quello occidentale. La strada per Sebastopoli passava tra Telegraph e Kourgane Hill ed era battuta dal fuoco delle batterie russe situate sulle colline e nella stretta valle tra di esse.
L'esercito russo comandato dal generale Aleksandr Sergejevič Menšikov forte di 36 000 uomini e 122 cannoni e poco meno di 5 000 cavalli, si era schierato sulle alture della riva sinistra del fiume Alma, rafforzandole con numerose ridotte, per contrastare il passaggio agli alleati.
La sera del 19 settembre questi erano accampati sulle rive del fiumicello Bulganak, ove una colonna di cavalleria russa venne a fare una ricognizione. I generali concentrarono il piano di attacco contro i Russi, che consisteva nel far aggirare la sinistra dei Russi dalla Divisione Bosquet, con l'appoggio delle navi a vapore della flotta, mentre le truppe inglesi, dal canto loro avrebbero cercato di avvolgere la destra. Si sperava che almeno una delle due manovre avvolgenti dovesse riuscire, nel qual caso l'esercito russo sarebbe stato costretto ad abbandonare la linea dell'Alma.

## Disposizioni per l'attacco e schieramento
In base al piano stabilito, le truppe alleate il mattino del 20 settembre avanzarono e si schierarono a cavallo della strada Eupatoria-Sebastopoli, i francesi a destra e i britannici a sinistra nel modo seguente cominciando dalla destra:
- presso la spiaggia la 2ª Divisione francese Bosquet, in prima linea;
- la Divisione turca in seconda linea fiancheggiata dalla navi da guerra;
- la 1ª e la 3ª Divisione francese su due linee;
- riserva la 4ª Divisione francese e la riserva di artiglieria;
- in coda, lungo la riva del mare, il convoglio di munizioni e viveri, scortato da due battaglioni turchi.

A sinistra della strada:
- 2ª Divisione inglese e Divisione leggera in prima linea;
- 3ª Divisione più Divisione della Guardia in seconda linea;
- 4ª Divisione inglese in riserva;
- cavalleria inglese estrema sinistra.

## La battaglia
Compiuto lo schieramento verso mezzogiorno gli alleati avanzarono iniziando l'attacco. I russi avevano appostato nel fondo alla vallata, coperti da alberi e di giardini e piena di caseggiati, numerosi tiratori, armati di carabine di precisione che accolsero le teste delle colonne con una viva fucileria.
La Divisione Bosquet, procedendo sulla fronte per attuare la manovra avvolgente, passò per prima il fiume affermandosi sul ciglio delle alture, efficacemente appoggiata dal fuoco delle navi, e tosto sostenuta dalla divisione di Canrobert e da una brigata della 4ª Divisione di riserva inviate in suo aiuto. La 3ª Divisione marciò diretta al centro delle posizioni, collegandosi a sinistra con gli inglesi. Il movimento avvolgente di questi, all'estrema sinistra, ostacolato dalla cavalleria russa e da reparti appostati sulle alture, non ebbe successo.
Appena la Divisione Bosquet apparve sulle alture, pronunciando nettamente la manovra avvolgente, avvenne l'attacco generale degli anglo-francesi: i giardini di fondo vallata, da dove partiva un acceso fuoco di fucileria, furono occupati, l'artiglieria si avvicinò iniziando a cannoneggiare i battaglioni russi scaglionati sulle pendici a sostegno dei tiratori che ripiegavano e tutta la prima linea, incalzandoli, scalò le pendici delle alture e ne occupò il ciglio. A questo punto venne fatta avanzare la seconda linea e l'artiglieria della riserva e i Russi volsero in ritirata protetti dalla cavalleria.
Alla sinistra i britannici, nonostante si trovassero di fronte a posizioni fortificate e alla massa principale dei russi, seguirono il movimento raggiungendo anch'essi le alture. Il quel momento gravitò sopra di loro lo sforzo maggiore dei russi che fu reso vano da una conversione a sinistra da parte delle truppe francesi, ordinata opportunamente dal maresciallo di Saint Arnaud. Le truppe russe furono inseguite soltanto dal fuoco di alcune batterie, data la scarsezza della cavalleria alleata.
La battaglia fu caratterizzata dal successo della manovra avvolgente della Divisione Bosquet, resa possibile dall'inerzia del comandante russo che non seppe contrattaccarla a tempo. Gli alleati perdettero oltre tremila uomini, i russi ebbero milleottocento morti, dei quali 45 ufficiali e duemilatrecento feriti. Dopo la battaglia i russi ripiegarono dietro la Čërnaja a sud-est di Sebastopoli.

## Curiosità
In seguito alla vittoria "Alma" divenne popolare come nome per le ragazze britanniche. Inoltre molti pub e strade vennero intitolate a questa battaglia. A Parigi la battaglia è ricordata dal Pont de l'Alma che attraversa la Senna e anche diverse strade francesi ne portano il nome.